# Macrorregión
Una macrorregión es una subdivisión geopolítica que abarca varias regiones o países definidos tradicionalmente o políticamente. El significado puede variar, siendo el denominador común la similitud cultural, económica, histórica o social dentro de una macrorregión. El término se utiliza a menudo en el contexto de la globalización.
- Puede referirse a varios tipos de agrupación de Estados nacionales en función de la proximidad geográfica.[1]
- En Rumania, las macroregiuni ("macrorregiones") son una subdivisión de nivel superior del país.
- A veces, la Gran Región de Sarre-Lorena-Luxemburgo-Renania-Palatinado-Valonia-Comunidad Francesa de Bélgica- y Comunidad Germanófona de Bélgica, que aún no ha encontrado un atajo específico, se denomina "macrorregión".
- Macrorregiones fisiográficas de China.[2]
- Las regiones de Brasil se denominan a menudo "macrorregiones", para evitar la confusión de la palabra común "región".[3]
- Bajío en el centronorte-occidente de México es un claro ejemplo del concepto.
- La macrorregión metropolitana Rin-Ruhr (en alemán: Region Rhein-Ruhr) es la metrópoli más grande de Alemania, extendiéndose desde las ciudades de Colonia y Bonn al sur, pasando por Leverkusen, hasta Mönchengladbach y Dusseldorf al norte, para bifurcarse a Gelsenkirchen, Dortmund y Bochum al este. Es una macrorregión urbana policéntrica en el estado federado de Renania del Norte-Westfalia (Alemania). Corre a lo largo del río Rin y de su afluente el Ruhr.[4]

### TrenS-Bahn Rin-Ruhrde laMacrorregióndelRin-Ruhr
El S-Bahn Rin-Ruhr es un tren que cubre la macrorregión metropolitana alemana del Rin-Ruhr. Desde las ciudades de Bonn y Colonia, hasta la ciudad de Dortmund.

## Otros usos
El término "macrorregión" también puede utilizarse en el contexto de las regiones naturales, como en Eslovenia.